# Joseph Melançon
Joseph Melançon (1877-1956) est un poète québécois, membre de l'École littéraire de Montréal.

## Biographie
Né le 15 octobre 1877, Joseph Melançon fait ses études au Collège Sainte-Marie de Montréal. Dès 1896, sous les pseudonymes de Léon Manc, Léon Man et Léon M., il avait publié onze poèmes dans Le Monde illustré. Il adopte ensuite un autre pseudonyme, orthographié Lucien Régnier ou Lucien Rénier pour finalement se fixer sous la forme Lucien Rainier.
Son poème Somnium, dédié à Arthur de Bussières, impressionne vivement son ami Nelligan. Il en fait lecture lors d'une séance de l'École littéraire de Montréal, le 21 mai 1896. À partir du 7 décembre 1896, il publie dans la même revue sous son vrai nom. Il a tenu un journal qui renseigne sur la vie intellectuelle de l'époque. D'orientation classique, il note dans son journal : « Ce qui n'est pas clair n'est pas français ».
 
Il entre au Séminaire en 1897 et est ordonné prêtre en 1900. Il publie un recueil de poèmes en 1931. Il meurt en 1956.

## Somnium
Quand vient la somnolence alourdir ma prunelle,

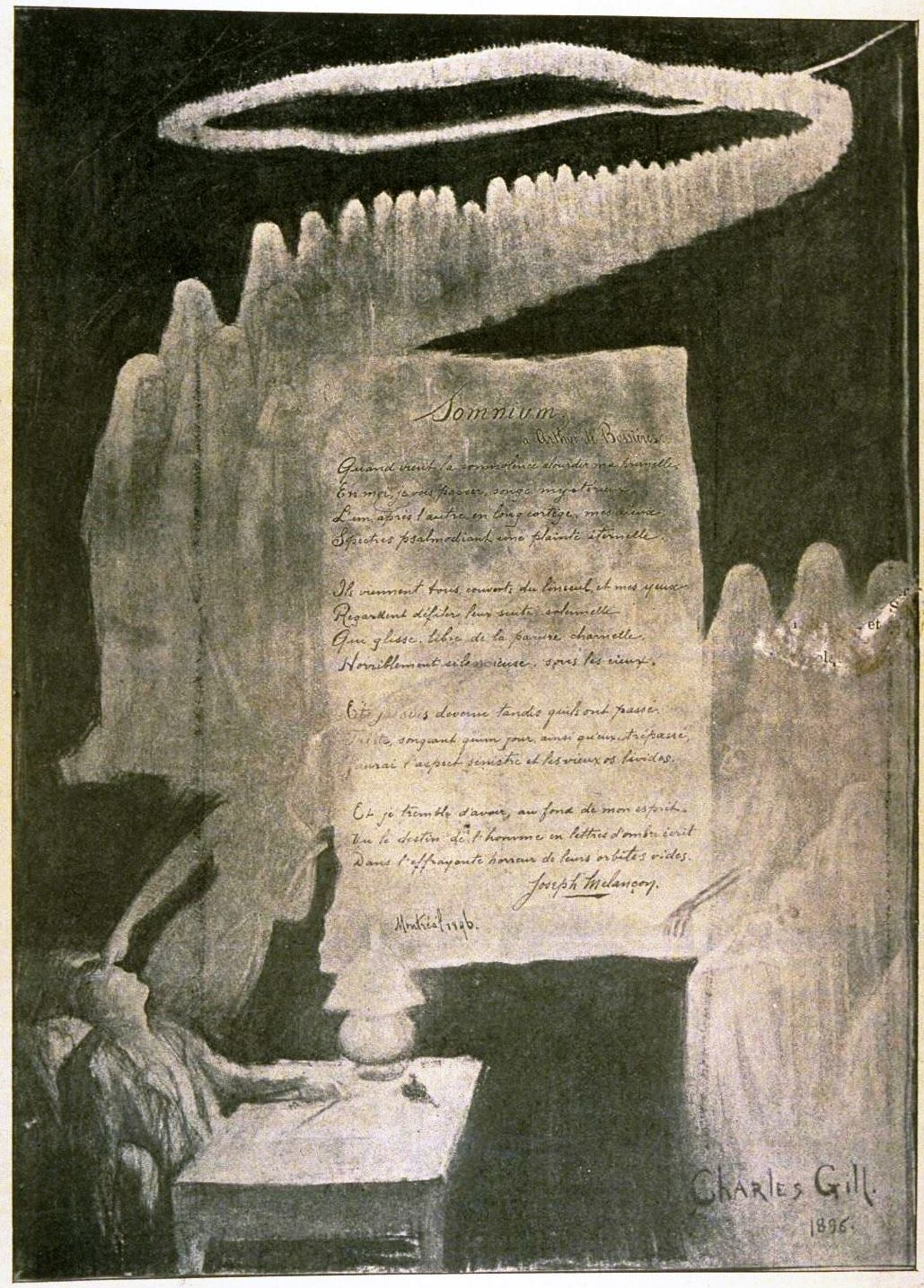
Somnium à Arthur de Bussières
illustré par Charles Gill

En moi je vois passer, songe mystérieux,

L'un après l'autre, en long cortège, mes dieux,

Spectres psalmodiant une plainte éternelle.

Ils viennent tous, couverts du linceul, et mes yeux

Regardent défiler leur suite solennelle

Qui glisse, libre de la parure charnelle,

Horriblement silencieuse, sous les cieux.

Et je suis devenu, tandis qu'ils sont passés,

Triste, songeant qu'un jour, ainsi qu'eux, trépassé,

J'aurais l'aspect sinistre et les vieux os livides.

Et je tremble d'avoir, au fond de mon esprit,

Vu le destin de l'homme en lettres d'ombre écrit

Dans l'effrayante horreur de leurs orbites vides.

## Œuvres
- Lucie Rainier, Avec ma vie : poèmes, Montréal, Éditions du Devoir, 1931, 164 p.

- Prix Artigue 1932 de l’Académie française
- Lucie Rainier, Lucien Rainier : textes choisis et présentés par Claude Lavergne, Fides lieu=Montréal, 1961, 95 p.

## Hommages
La rue Melançon a été nommée en son honneur, en 1972, dans la ville de Québec. L'avenue Joseph-Melançon a aussi été nommée en son honneur en 1996 par la Ville de Montréal.